# أرقام الهاتف في سلطنة عمان
أرقام الهواتف في عُمان
أرقام الهواتف في سلطنة عُمان لها رمز اتصال للدولة +968 والرقم الوطني مكون من 8 أرقام.
شركات الاتصالات الرئيسية هي عمانتل، وأوريدو، وأواصر، وفودافون .[بحاجة لمصدر]

## التخصيصات
يتكون الرقم الوطني الهام (NSN) المكون من 8 أرقام من رمز الوجهة الوطني (NDC) المكون من 4 أرقام، متبوعًا برقم مكون من 4 أرقام.
| مركز الدفاع الوطني | يكتب  | المشغل(ون) (الموقع(المواقع))            |
| ------------------ | ----- | --------------------------------------- |
| 22xx               | مُثَبَّت  | أوريدو ، عمانتل ، أواصر                 |
| 23xx               | مُثَبَّت  | عمانتل ( ظفار ، الوسطى )                |
| 24xx               | مُثَبَّت  | عمانتل ( مسقط )                         |
| 25xx               | مُثَبَّت  | عمانتل ( الداخلية ، الشرقية ، الظاهرة ) |
| 26xx               | مُثَبَّت  | عمانتل ( الباطنة ، مسندم )              |
| 76xx-77xx          | متحرك | فودافون                                 |
| 71xx–72xx          | متحرك | عمانتل                                  |
| 78xx–79xx          | متحرك | أوريدو                                  |
| 901x–909x          | متحرك | عمانتل                                  |
| 91xx–93xx          | متحرك | عمانتل                                  |
| 94xx–97xx          | متحرك | أوريدو                                  |
| 98xx–99xx          | متحرك | عمانتل                                  |

أرقام الطوارئ
يتم استخدام الأرقام التالية لخدمات الطوارئ داخل سلطنة عمان:
الشرطة: 9999
الدفاع المدني: 999
البحرية والساحلية: 199
طوارىء المياه: 1442
طوارىء الكهرباء (مسقط): 80070008
البلدية: 80077222